# بامداد تا شامگاه
بامداد تا شامگاه (انگلیسی: Dusk Till Dawn) ترانه‌ای از خواننده بریتانیایی زین ملک با همکاری خواننده استرالیایی سیا است که در سپتامبر ۲۰۱۷ منتشر شد.